# Musée du textile et de la vie sociale à Fourmies
[style à revoir]
Le MTVS - musée du textile et de la vie sociale est installé dans une ancienne  filature de laine peignée, activité qui fit la renommée de Fourmies au XIXe siècle.
Les salles d'exposition regroupent un important parc de machines de filature et de tissage. L'histoire économique et sociale de Fourmies est révélée dans la dernière partie de l'exposition permanente : industrialisation et urbanisation, conditions de vie avec la  reconstitution de lieux tels que l'école, l'habitat ouvrier, l'estaminet et diverses boutiques.
(Nord).
Il est l'un des quatre sites de l'Écomusée de l'Avesnois.

## Historique
- Site de l'Écomusée de l'Avesnois.
- 1980 : Le 13 juin 1980 a lieu la première assemblée générale constitutive de l'Écomusée de la région de Fourmies.
- Construit en 1847 dans les bâtiments d'une ancienne filature (Prouvost-Masurel) qui a fonctionné de 1874 à 1978 dans un lieu-dit « En dessous des moulins ». Sur une surface de 2 500 m² sont rassemblés les éléments les plus significatifs de l'industrie du textile.

- Le musée est réparti en deux sections l'une sur le textile (de sa fabrication, de la laine brute du mouton au produit fini, à son entretien) et l'autre sur l'aspect de la vie sociale de la région au début du XIXe siècle.

## Collections
De nombreuses machines maintenue en activité nous font découvrir l'évolution de l'industrie du textile. La reconstitution d’un estaminet, d’un intérieur ouvrier, d’une salle de classe, d’une rue avec ses magasins nous montre le quotidien de ces ouvriers homme, femme et enfants.

## Visiteurs

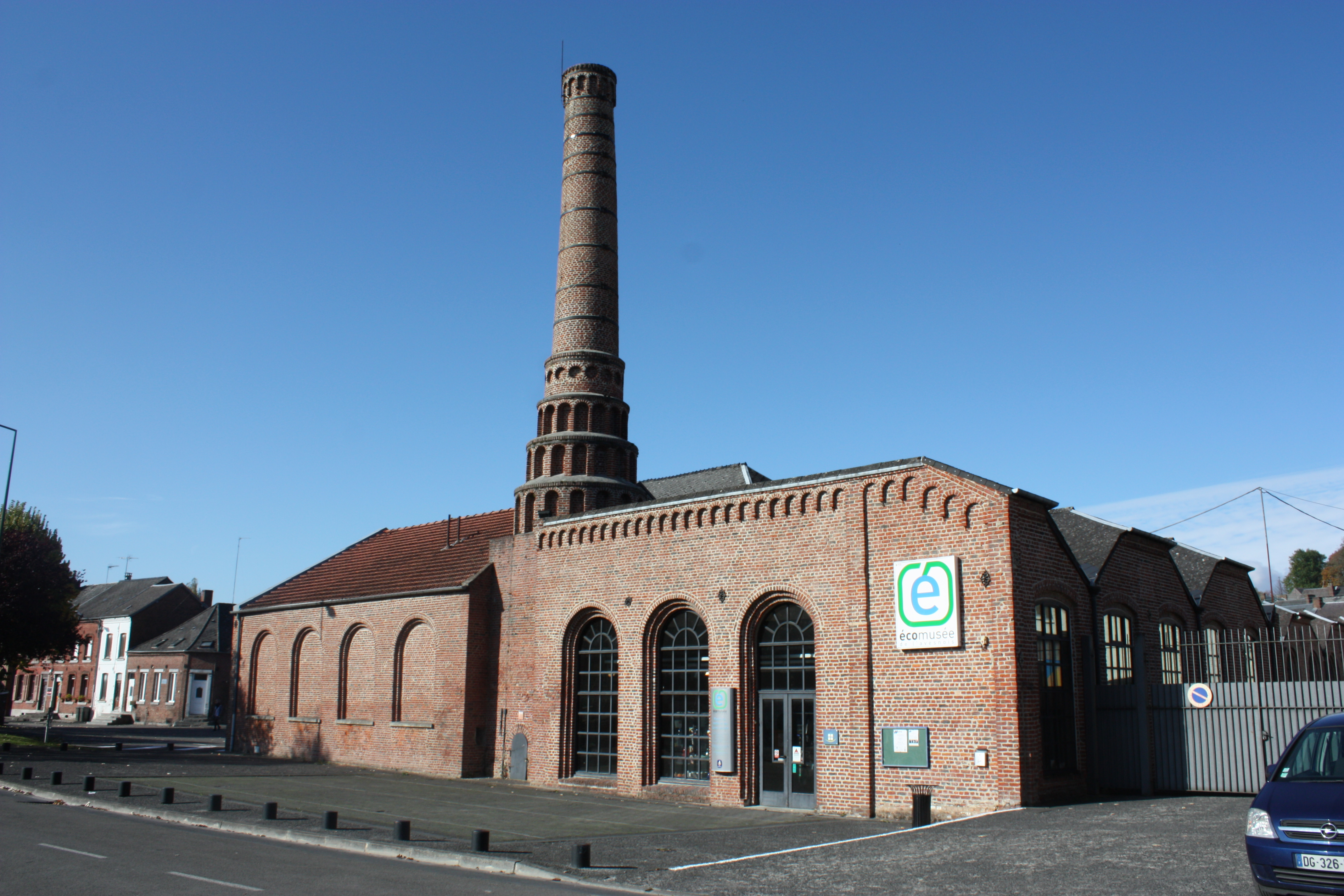
Le musée depuis l'extérieur.

- 2006 juillet 3 119 visiteurs, août 5 309 visiteurs[1].
- 2007 juillet 3 235 visiteurs, août 4 869 visiteurs.
- 2008 juillet 5 239 visiteurs, août 7 757 visiteurs.